# I Cavalieri dello zodiaco - The Lost Canvas
I Cavalieri dello zodiaco - The Lost Canvas (聖闘士星矢 THE LOST CANVAS 冥王神話?, Saint Seiya The Lost Canvas Meiō shinwa) è una serie OAV incompiuta tratta dall'omonimo manga di Shiori Teshirogi, prequel della storia originale di Masami Kurumada I Cavalieri dello zodiaco. La storia tratta della guerra tra Hades e Atena combattuta nel XVIII secolo.
La produzione, per la prima volta nella storia animata de I Cavalieri dello zodiaco, abbandona gli studi della Toei Animation per essere affidata a TMS Entertainment.
Sono state realizzate due stagioni di tredici OAV ciascuna, per un totale di 26 episodi distribuiti in formato DVD e Blu-ray. La serie copre l'arco narrativo corrispondente ai primi 11 volumi del manga (i primi 23 volumi dell'edizione Italiana Panini Comics), ossia fino alla salita di Ade lungo la scala che conduce alla Tela Perduta.
Nel 2013 la casa di produzione ha fatto sapere attraverso Twitter che non ha notizie da dare in merito al proseguimento.
La serie viene trasmessa in Italia in streaming dal 13 maggio 2014 sul canale YouTube Yamato Animation, e dal 25 luglio 2014 sul canale 149 di Sky Italia Man-ga, in entrambi i casi in lingua originale con i sottotitoli in italiano. Dal 10 giugno 2017 la prima stagione in italiano con terminologia storica ha debuttato su TIMvision. Dal 28 dicembre 2017 Man-ga ha trasmesso anche la versione doppiata dell'anime nella sua versione con terminologia storica.
Da agosto 2018 entrambe le stagioni complete sono disponibili sulla piattaforma per lo streaming Netflix doppiate in americano e da dicembre 2018 disponibile sulla versione italiana anche in lingua locale.
In chiaro va in onda per la prima volta su Italia 2 il 2 settembre 2019 in seconda serata.

## Doppiatori
| Personaggio              | Doppiatore giapponese | Doppiatore italiano  |
| ------------------------ | --------------------- | -------------------- |
| Narratore                | Shigeru Chiba         | Gianni Gaude         |
| Sasha/Athena             | Aya Hirano            | Martina Felli        |
| Tenma di Pegasus         | Tetsuya Kakihara      | Simone Lupinacci     |
| Alone/Hades              | Hiro Shimono          | Federico Viola       |
| Yato di Unicorn          | Atsushi Abe           | Jacopo Calatroni     |
| Yuzuriha di Crane        | Sanae Kobayashi       | Katia Sorrentino     |
| Dohko di Libra           | Kenta Miyake          | Diego Baldoin        |
| Shion di Aries           | Shinichiro Miki       | Ruggero Andreozzi    |
| Papa                     | Toshihiko Seki        | Massimiliano Lotti   |
| Hakurei                  | Kenyu Horiuchi        | Donato Sbodio        |
| Aldebaran di Taurus      | Tomokazu Sugita       | Matteo Brusamonti    |
| Teneo                    | Hiroshi Okamoto       | Alessandro Germano   |
| Manigoldo di Cancer      | Daisuke Ono           | Maurizio Merluzzo    |
| Albafica di Pisces       | Hiroshi Kamiya        | Matteo De Mojana     |
| Asmita di Virgo          | Akira Ishida          | Paolo Carenzo        |
| Sisyphos di Sagittarius  | Hirofumi Nojima       | Renato Novara        |
| Silver Saint di Kerberos | Taketoshi Kawano      | Davide Albano        |
| Pandora                  | Nana Mizuki           | Beatrice Caggiula    |
| Hypnos                   | Tomohiro Tsuboi       | Tony Sansone         |
| Thanatos                 | Shinji Kawada         | Lorenzo Scattorin    |
| Kagaho di Bennu          | Jun Fukuyama          | Mattia Bressan       |
| Phleghias di Lycaon      | Masayuki Katō         | Mirko Marchetti      |
| Minos di Griffon         | Takahiro Sakurai      | Federico Zanandrea   |
| Cheshire di Cat Sith     | Souichiro Hoshi       | Stefano Pozzi        |
| Fyodor di Mandrake       | Kentarou Itou         | Andrea Beltramo      |
| Byaku                    | Wataru Hatano         | Oliviero Cappellini  |
| Raimi di Worm            | Atsushi Imaruoka      | Maurizio Di Girolamo |
| Niobe di Deep            | Takashi Matsuyama     | Osmar Santucho       |
| Stand                    | Tomoyuki Shimura      | Maurizio Di Girolamo |
| Violate di Behemoth      | Takako Honda          | Vanessa Giuliani     |
| Cube di Dullahan         | Norihisa Mori         | Francesco Mei        |
| Bat Wimber               | Tōru Nara             | Luca Sbaragli        |
| Edvard di Sylph          | Yasuyuki Kase         | Massimo Di Benedetto |
| Saro                     | Yuutaro Motoshiro     | Luca Cortese         |
| Selinsa                  | Arisa Ogasawara       | Roberta Maraini      |
| Agasha                   | Kana Asumi            | Erica Laiolo         |
| Atla                     | Motoko Kumai          | Martina Tamburello   |
| Veronica di Nasu         | Takehito Koyasu       | Alessandro Capra     |
| El Cid di Capricorn      | Kazuya Nakai          | Fabrizio Odetto      |
| Kardia di Scorpion       | Kōji Yusa             | Massimo Triggiani    |
| Degel di Aquarius        | Daisuke Hirakawa      | Ismaele Ariano       |
| Athena del 1500          | Maaya Sakamoto        | Valentina Pollani    |
| Hades del 1500           | Yūya Uchida           | Sacha Pilara         |
| Ikelos                   | Ryuusei Nakao         | Gianluca Iacono      |

## Cambiamenti di stile
Essendo l'adattamento animato di "The Lost Canvas" prodotto da TMS Entertainment e non da Toei Animation alcuni elementi come le armature dei personaggi risultano essere differenti da quelli presenti nelle produzioni Toei.  Le armature dei Cavalieri, ad esempio, sono state mantenute monocromatiche come appaiono nelle copertine dei manga e quelle degli Specter di Ade sono di colore blu-nero, a differenza dell'anime precedente in cui vi erano Surplici anche verde scuro o rossicce con varietà di sfumature (come tutte le altre armature le quali presentavano varie sfumature di colore a differenza di Lost Canvas). Anche l'Armatura di Atena è diversa: se nella serie di Hades era di colore argento con decorazioni dorate e rosate, in questa serie è dorata con decorazioni argentee. Nei settei delle armature pubblicate nei libretti all'interno dei DVD si può vedere, inoltre, come i totem delle Armature d'Oro siano chiaramente diversi dalle controparti classiche.

## Differenze fra anime e manga

### Prima serie
- Nel manga Alone e Sasha portano al collo delle croci cristiane, nell'anime sostituite da ciondoli. Una simile modifica (effettuata precedentemente anche per gli OVA del capitolo Elysion della serie di Hades) è stata fatta anche per Hypnos, dove la sua stella di David è stata sostituita con un pentacolo.
- Il manga inizia con Tenma che incontra Alone (appena diventato Hades) che attacca la città dove sono cresciuti, facendo poi partire un flashback che spiega come Tenma partì per il Santuario e Alone ricevette il ciondolo a forma di stella da Pandora. L'anime invece comincia direttamente con l'incontro tra Pandora e Alone e la partenza di Tenma per la Grecia.
- Nel manga (cap. 1) quando al collo di Alone appare il ciondolo che lo lega ad Hades, la croce che il ragazzo portava al collo cade per terra. Nell'anime (OVA 1) è il ciondolo rotondo che il ragazzo portava precedentemente a trasformarsi in quello di Hades.
- Nella versione animata sono state inserite alcune scene (come il primo incontro di Yato e Tenma, la missione dei Cavalieri d'Argento in Italia o il flashback degli allievi di Rasgado), mentre altre sono state allungate (combattimento fra Yato e Stand) o leggermente modificate (Dohko che aspetta Tenma fuori dalla chiesa, anziché dentro). Altre ancora, pur presenti nella versione a fumetti (come il discorso fra Dohko e Tenma dopo l'investitura di quest'ultimo o il discorso di Asmita sull'ottavo senso) non sono state trasportate in animazione.

### Seconda serie
- Vengono introdotti alcuni particolari sul passato dei vari Cavalieri non presenti nella versione manga con l'introduzione di altri personaggi (come il flashback sull'infanzia di Yato con l'introduzione delle sue sorelle, la distruzione del villaggio natale di Manigoldo e la storia di Pakia, il quarto discepolo di El Cid).
- Viene visto che è stato Icelo a rapire l'anima di Sisyphos per sigillarla, e si scopre inoltre che El Cid aiutava il Cavaliere del Sagittario nelle sue indagini sulle divinità dei sogni. Negli OAV vengono inoltre scoperti i nomi delle tecniche di queste divinità
- Alcuni combattimenti (per esempio Tenma contro Veronica o El Cid contro Phantasos) sono più lunghi, rispetto alla loro controparte animata.
- Alcune brevi parti del manga nell'anime non sono state inserite, mentre sono state aggiunte delle brevi parti del tutto assenti nel manga.
- Nel manga Tenma si risveglia dal sogno in cui l'ha intrappolato Oneiros grazie all'aiuto di Sasha, mentre nella versione animata avviene quando il mondo dei sogni viene scosso dalla morte di Icelos.

## Colonna sonora
Apertura: "The Realm of Athena" eseguita dagli EUROX
Chiusura: "Hana no Kusari (花の鎖? La corona di fiori) eseguita da Maki Ikuno coi Marina del Rey e con la partecipazione al testo di Masami Kurumada

## Episodi
| Nº                            | Titolo italiano Giapponese 「Kanji」 - Rōmaji - Traduzione letterale | Prima visione    | Prima visione     |
| Nº                            | Titolo italiano Giapponese 「Kanji」 - Rōmaji - Traduzione letterale | Giapponese       | Italiano          |
| Prima stagione (13 episodi)   | |                  |                   |
| 1                             | La promessa 「約束」 - Yakusoku – "La promessa" | 24 giugno 2009   | 28 dicembre 2017  |
| 1                             | Nel 1743, in una città italiana, vivevano serenamente in un orfanotrofio due giovani di nome Tenma e Alone. il secondo era un apprendista pittore che si recava spesso in un giardino a trovare i colori adatti per le sue opere. Qui viene raggiunto da Pandora. La donna gli riferisce che il ragazzo è l'uomo più puro del mondo e spetta a lui il titolo di re degli inferi. Tenma salva Alone e lo porta in orfanotrofio, ma il villaggio è minacciato dal cambiamento del corso di un fiume. Tenma risveglia il cosmo, salvando il villaggio. A questo evento partecipa Dohko di libra che spiega al ragazzo dell'esistenza dei saint di Atena, guerrieri che lottano per la pace sulla terra. Tenma vorrebbe partire per la Grecia, ma fa una promessa con Alone. Tenma sarebbe un saint, mentre Alone sarebbe diventato un pittore. Detto questo, Tenma parte insieme a Dohko per la Grecia |                  |                   |
| 2                             | Il risveglio di Hades 「ハーデス覚醒」 - Hādesu kakusei – "Il risveglio di Hades" | 24 giugno 2009   | 28 dicembre 2017  |
| 2                             | Al santuario, Tenma incontra Yato, un giovane apprendista saint e i due si scontrano. Qui Tenma ritrova Sasha, una sua compagna d'infanzia e si chiede perché si trovi in Grecia. I due ragazzi vengono attaccati da Raimi di Worm che sconfigge Tenma. Sion di Aries salva Sasha, inchinandosi chiamandola Atena. Dopo 2 anni di addestramento, Tenma vince l'armatura di Pegaso, salutando Sasha, mentre Alone cade nella depressione vedendo che ogni cosa che dipinge muore inesorabilmente. Pandora guida Alone verso la cattedrale della foresta dove Alone scopre la sua natura di dio degli inferi che deve portare la salvezza attraverso la morte, risparmiando all'uomo la sofferenza della vita. Alone cede allo spirito di Hades e Sasha proclama l'inizio della guerra sacra contro Ade. |                  |                   |
| 3                             | L'avvio della guerra santa 「聖戦始動」 - Sensen shidō – "L'inizio della Guerra Sacra" | 21 agosto 2009   | 4 gennaio 2018    |
| 3                             | Tre silver saint sono inviati per rintracciare la dimora di Ade, appena resuscitato, in Italia. I cavalieri vengono annientati dagli spectre e rianimati da Hades con lo scopo di uccidere Sasha. Sion e Dohko li sconfiggono e i due, insieme a Tenma e Yato partono per l'Italia e rintracciare Hades. Tenma sconfigge lo spectre Lycaon e si ritrova di fronte ad Alone, ora divenuto Hades, dio degli inferi. Alone si complimenta con Tenma di aver mantenuto la promessa di diventare saint cosiccome Alone che è divenuto un pittore e mostra il dipinto raffigurante Tenma, che uccide il bronze saint. Dohko si infuria nel vedere il suo allievo morire e si scontra contro Kagaho di Bennu, ma Sion lo manda alla ritirata. Yato ritrova il corpo di Tenma e viene raggiunto da Yuzuriha, apprendista del Jamir, che manda Yato nel Jamir. Qui, il sommo Hakurei, spiega a Yato che Tenma è ancora salvabile e che si trova alle porte degli inferi. |                  |                   |
| 4                             | Il braccialetto delle preghiere 「祈りの花輪」 - Inori no hanawa – "La ghirlanda della preghiera" | 21 agosto 2009   | 11 gennaio 2018   |
| 4                             | Yato e Yuzuriha raggiungono il confine tra il regno dei vivi e quello dei morti e ritrovano Tenma, imprigionato da Fedor della Mandragola. Qui lo spectre rivela che gli spectre si sono riuniti intorno ad Hades e Minosse del Grifone è inviato al santuario per far strage ai saint. Yato e Yuzuriha intervengono e Tenma sconfigge Fedor. Il bronze saint è ancora vivo per il braccialetto che Sasha gli affidò quando erano bambini. In quei fiori sono intrise le preghiere di Atena che salvano Tenma dalla morte. Intanto Kagaho in furia parte anch'egli per il santuario, mentre Dohko e sion fanno rapporto ad Atena della missione in Italia |                  |                   |
| 5                             | La rosa velenosa 「毒薔薇」 - Doku bara – "Rose velenose" | 21 ottobre 2009  | 18 gennaio 2018   |
| 5                             | Minosse del grifone attacca il santuario, uccidendo vari saint. L'avanzata dello spectre viene bloccata dal giardino di rose velenose eretto in prossimità del santuario. Trattasi di rose velenose, gli spectre vengono annientati dal veleno e dall'aroma tossico delle rose. Qui si rivela Albafica di Pisces, immune al veleno delle rose e guardiano del giardino. qui si scontra contro Niobe di Deep e lo sconfigge con il Crimson Stinger, un colpo in cui il gold saint riversa il suo sangue velenoso sul nemico direttamente e avvelenandolo all'istante. Dopo aver visto la sua armata morire sulle rose, Minosse scende sul giardino di rose e spazza via i fiori. Ormai sul combattimento corpo a corpo, Minosse sottomette il saint con il Dominio Cosmico e comandando come se fosse una marionetta il saint. Quest'ultimo non si arrende ma con una mossa finale, lo spectre distrugge le ossa del corpo del gold saint. |                  |                   |
| 6                             | Un corteo funebre di fiori 「花葬列」 - Hana sōretsu – "Un corteo funebre di rose" | 21 ottobre 2009  | 25 gennaio 2018   |
| 6                             | Minosse, per vendicare la morte dei suoi seguaci per mano di Albafica, decide di distruggere il villaggio di Rodorio che Albafica proteggeva. A difendere gli abitanti del centro è Sion di Aries, che viene sottomesso da Minosse. Qui arriva Albafica, sopravvissuto al combattimento contro Minosse e con il Crimson Stinger riversa tutto il suo sangue velenoso sullo spectre. Avvelenato da una rosa e ormai morente, Minosse viene fermato da Sion dell'Ariete e ucciso dal veleno. Albafica, morente, ammira la bellezza dei suoi fiori, prima di morire. Sion porta il corpo del gold di Pisces al sacerdote e il capo del santuario riferisce che gli spectre grazie al potere di Hades, sono immuni alla morte e quindi immortali. Per questo Sasha ha eretto una barriera sul grande tempio, ma questo le costerà un enorme sforzo. Intanto Atla riferisce a Sion che il bronze di Pegaso sta per fare il suo ritorno. |                  |                   |
| 7                             | I frutti dell'albero dorato della pioggia 「木欒子の実」 - Mokurenji no mi – "I frutti della Magnolia" | 23 dicembre 2009 | 1º febbraio 2018  |
| 7                             | Negli inferi, Yato e Yuzuriha devono portare a compimento una missione: recuperare i frutti sacri del Sapindus, unica entità vitale negli inferi. Dopo aver atterrato Cerbero, i bronze saint vengono atterrati dal cosmo di Asmita di Virgo. il gold saint sfida Tenma spiegandogli la leggenda di Pegaso e delle sue azioni dell'epoca del mito e che il ragazzo non è all'altezza di chiamarsi Pegasus, ovvero colui che all'epoca del mito ferì il corpo mitologico di hades. Tenma risponde che a lui non importano gli eventi del mito o la reincarnazione e che lotta in nome di Atena solo per amicizia o per una promessa fatta da bambino. Asmita priva Tenma dei 5 sensi, ma qui il saint vede Asmita che trafigge Sasha. Accecato dalla rabbia, Tenma sfiora il settimo senso colpendo asmita. In realtà tutto il combattimento con il gold saint era un'illusione per generare nuovi frutti del Sapindus. |                  |                   |
| 8                             | Il giorno del vento piacevole 「良き風の日」 - Yoki kaze no hi – "Il giorno della brezza" | 23 dicembre 2009 | 8 febbraio 2018   |
| 8                             | I bronze saint ritornano nel Jamir, mentre Yato avvia un combattimento contro Stand dello Scarabeo. Yuzuriha e tenma si risvegliano, con Asmita che ripara il cloth di Pegaso. Yato riesce a tornare sulla terra grazie alla spada di Atena, mentre Asmita si dimostra pronto ad attivare il rosario, formato dai 108 frutti del Sapindus, e limitare il potere dell'immortalità degli spectre, portando l'esercito di atena e quello di Hades a parità. I vari spectre hanno attaccato il jamir, ma vengono intrattenuti da Tenma e gli altri bronze saint, mentre Asmita fonde tutto il suo cosmo acquisendo l'ottavo senso in punto di morte e attivando il rosario. Tenma ha un ultimo colloquio con Asmita, ora con la vista, sorpreso dall'aspetto di Pegasus che non credeva così giovane. Asmita si dissolve consumato dal suo stesso cosmo mentre gli spectre sconfitti da Tenma, Yato e Yuzuriha muoiono definitivamente. |                  |                   |
| 9                             | La stella gigante 「巨星」 - Kyosei – "La stella gigante" | 24 febbraio 2010 | 15 febbraio 2018  |
| 9                             | Mentre i vari spectre morti durante i combattimenti vengono sigillati per sempre, Rasgado del Toro, che sorveglia la zona, viene raggiunto da Kagaho di Bennu, intento a combattero Dohko. Toro afferma che per accedere al grande tempio deve prima combatterlo cominciando la lotta tra spectre più forte contro gold saint più forte. La potenza di Rasgado è sorprendente è atterra più volte Kagaho, ma questo decide di fare sul serio bruciando le sue fiamme cosmiche e annientando pian piano Rasgado. Dohko e gli allievi di Rasgado sopraggiungono, ma il gold saint soprende tutti distruggendo le fiamme cosmiche di Kagaho e annientandolo con il Titan's Nova. Kagaho si ritira, mentre Rasgado fa rapporto al grande sacerdote e Sisifo del sagittario. |                  |                   |
| 10                            | L'avvento 「降臨」 - Korin – "L'avvento" | 24 febbraio 2010 | 22 febbraio 2018  |
| 10                            | In questo frangente, la barriera di atena viene distrutta dall'arrivo di Hades, sopraggiunto al santuario che con i suoi poteri minaccia tutti. Sisifo prova a proteggere Atena e scaglia la freccia d'oro, ma Hades con la sua arma trafigge il saint. La battaglia finale tra Hades e Atena è prossima, ma qui, teletrasportato da Yuzuriha, compare Tenma, tornato dal Jamir. Qui il dio evoca cerbero, che viene annientato da Tenma. Qui sopraggiunge il grande sacerdote Sage che si scopre essere l'unico sopravvissuto della guerra sacra del 1500. Con i sigilli di Atena, sage si prepara a sigillare Hades per i prossimi 243 anni teletrasportando tutti in estremo oriente, ma qui sopraggiunge Pandora e si scontra contro sasha. |                  |                   |
| 11                            | Ormai irraggiungibile 「もう届かない)」 - Mō todokanai – "Irraggiungibile" | 21 aprile 2010   | 1º marzo 2018     |
| 11                            | Qui alone decide di ritirarsi e Pandora richiama lo spectre Behemoth. Qui sopraggiunge Rasgado a salvare Tenma. Poco prima di andarsene, Alone annuncia il dipinto del Lost canvas, trattasi dell'opera che distruggerà l'intera umanità e una volta completato, annienterà tutto e tutti. Pandora discute con Thanatos e Hypnos su come quello non sia il vero hades ma Alone che sfrutta i poteri del dio e che la goccia che distruggerà il volere di Alone sarà la morte di Tenma. Pandora richiama cube di Dullhan e Wimber del pipistrello per uccidere Tenma. In quella notte, Tenma si stava allenando con Rasgado fin quando gli spectre non addormentano i presenti. Solo Rasgado si salva, privandosi l'udito e cominciando a massacrare gli aversari. |                  |                   |
| 12                            | Sacrificio incessante 「絶えない犠牲」 - Taenai gisei – "Un sacrificio che non svanirà" | 21 aprile 2010   | 8 marzo 2018      |
| 12                            | Rasgado tempesta gli avversari dei suoi colpi, ma i due sicari sopravvivono e anzi, suppliziano il toro riaprendo le ferite provocate da Kagaho nel loro scontro. Rasgado ha la peggio, ma all'ultimo scaglia un potente greath horn che distrugge Wimber. Cube è spaventato dal toro e scaglia il suo colpo segreto che colpisce direttamente il cuore della vittima, uccidendolo. Rasgado ha solo il tempo di riunire le sue ultime forze nel Titan's Nova e distruggere Cube, prima di morire. Al suo risveglio Tenma vede il corpo morto di Rasgado e qui si palesa Kagaho, comunicando a Tenma che Pandora ha ordinato la morte del saint di Pegaso e quindi i vari spectre si muoveranno per uccidere Tenma. Non volendo essere causa dei sacrifici dei gold saint per proteggerlo, Tenma decide di fuggire, ma Manigoldo di Cancer lo blocca imprigionandolo. Alone nel frattempo rimprovera Pandoro di un nuovo fallimento e qui la donna ne approfitta per sigillare Alone nel regno dei sogni, dove la personalità di Alone scomparirà e Hades risorgerà pienamente. |                  |                   |
| 13                            | Partenza 「旅立ち」 - Tabidachi – "Partenza" | 21 aprile 2010   | 15 marzo 2018     |
| 13                            | Intanto Hakurei dell'altare incontra il grande sacerdote Sage e discutono sulla prigionia di Pegaso. Hakurei alla fine decide di liberare Tenma che fugge dal santuario insieme a Yato e yuzuriha e a Manigoldo è affidato la missione di proteggere Tenma. Sasha saluta Tenma, che comincia la corsa verso il palazzo di Hades. Nel frattempo un nuovo fronte della guerra sacra si rivela: Hypnos e Thanatos, gli dei gemelli che hanno un conto in sospeso con il gran sacerdote e suo fratello Hakurei e che hanno passato interi secoli per programmare la vendetta sugli dei gemelli. |                  |                   |
| Seconda stagione (13 episodi) | |                  |                   |
| 14                            | La Foresta della Morte 「死の森」 - Shi no Mori – "La Foresta della Morte" | 23 febbraio 2011 | 18 settembre 2018 |
| 14                            | i vari saint si avventurano nella foresta della morte, dominata da Thanatos. A proteggere il luogo è Veronica di Nasju, che ha ricevuto l'immortalità dal dio. evoca vari zombie per ostacolare i saint. Tenma insegue un uccello che gli ha rubato il braccialetto di fiori e qui incontra i suoi amici dell'orfanotrofio, senza sapere che sono rianimati da Veronica sotto forma di zombie. Tenma trova Veronica che con il suo organo rianima i ragazzi. |                  |                   |
| 15                            | Se potessi tornare a quei giorni 「もしあの日に帰れたら」 - Moshi ano hi ni kaeretara – "Se potessi tornare a quel giorno" | 23 febbraio 2011 | 21 ottobre 2019   |
| 16                            | Dei e pedine 「神と駒」 - Kami to koma – "Dei e pedoni" | 18 marzo 2011    | 21 ottobre 2019   |
| 17                            | Spazzatura 「塵芥」 - Gomi – "Spazzatura" | 18 marzo 2011    | 28 ottobre 2019   |
| 18                            | Desidero solo che tu viva 「ただ生きてほしい」 - Tada ikite hoshī – "Voglio solo che tu viva" | 20 aprile 2011   | 28 ottobre 2019   |
| 19                            | La spada solitaria 「孤高の剣」 - Kokō no Ken – "La Spada della Solitudine" | 20 aprile 2011   | 4 novembre 2019   |
| 20                            | La Prigione dei Sogni 「夢の牢獄」 - Yume no Rōgoku – "Prigione di sogni" | 18 maggio 2011   | 4 novembre 2019   |
| 21                            | Al di là del sogno 「夢の先に」 - Yume no saki ni – "Oltre il Sogno" | 18 maggio 2011   | 11 novembre 2019  |
| 22                            | La via di un grande ideale 「大義の道」 - Taigi no michi – "La via della giustizia" | 22 giugno 2011   | 11 novembre 2019  |
| 23                            | La spada sacra 「聖剣」 - Seiken – "La spada sacra" | 22 giugno 2011   | 18 novembre 2019  |
| 24                            | Tempo di una sanguinosa battaglia 「血戦の時」 - Kessen no toki – "Tempo di una sanguinosa battaglia" | 20 luglio 2011   | 18 novembre 2019  |
| 25                            | Quanti anni 「幾星霜」 - Ikuseisō – "Quanti anni" | 20 luglio 2011   | 25 novembre 2019  |
| 26                            | Sii te stesso 「お前らしくあれ」 - Omae rashiku are – "Sii te stesso" | 20 luglio 2011   | 25 novembre 2019  |

## Curiosità
L'arrivo sulla piattaforma americana Netflix dell'opera ha svelato al mondo l'esistenza di un'anticipazione inedita, mai usata prima d'ora, che fa da passaggio dall'episodio 13 della stagione 1 al successivo episodio 14 della stagione 2 (prodotte in originale come due stagioni distinte). L'anticipazione, doppiata da Nana Mizuki (Pandora) risulta così al momento un'esclusiva non presente in nessuna edizione home video e doppiata solo in inglese per l'occasione.
King Reguyth, interprete degli EUROX, in occasione di un articolo sul proprio blog fa sapere che la sigla The Realm of Athena ha venduto circa 20 000 copie senza alcun tipo di promozione. Per colpa del suo ritiro non è stato pubblicato il CD con il lato B Out of control finanziato da Warner America.